# Magdalena Tulli
Magdalena Tulli, właściwie Maddalena Flavia Tulli (ur. 20 października 1955 w Warszawie) – polska pisarka i tłumaczka.

## Życiorys
W 1979 ukończyła studia z zakresu biologii na Uniwersytecie Warszawskim, w 1983 obroniła pracę doktorską, w latach 1986-1991 studiowała psychologię również na Uniwersytecie Warszawskim
W roku 1995 otrzymała Nagrodę im. Kościelskich, później była także pięciokrotnie w finale Nagrody Literackiej Nike (1999 za W czerwieni, w 2004 za Tryby w 2007 za Skazę, 2012 za Włoskie szpilki, 2015 za Szum). Jej książki były tłumaczone na angielski, francuski, niemiecki, rosyjski, chorwacki, słoweński, czeski, węgierski, włoski, szwedzki, łotewski i litewski. Jest członkiem Stowarzyszenia Pisarzy Polskich. W 2007 roku otrzymała Nagrodę Osobną – wyróżnienie Nagrody Literackiej Gdynia, a ponadto była nominowana do tej nagrody w kategorii proza za powieść Skaza. W 2012 roku otrzymała Nagrodę Literacką Gdynia oraz Nagrodę Literacką „Gryfia” za Włoskie szpilki. Uzasadniając werdykt, przewodnicząca jury nagrody Gryfia Inga Iwasiów powiedziała:
Przyznajemy Gryfię Magdalenie Tulli, ponieważ „Włoskie szpilki” bolą. Ból, który doznaje ich bohaterka, 10-letnia dziewczynka uwalnia coś w nas czytelniczkach i czytelnikach. Plamy zapomnianych, zepchniętych na dno pamięci chwil z dzieciństwa, gdy nie udawało nam się gładko wypełniać zadań stawianych przez świat. Ich najpierw odczuciu, a potem zabliźnianiu pomóc może ta najlepsza literatura.
W tym samym roku Włoskie szpilki znalazły się również w gronie utworów nominowanych do Nagrody Literackiej Nike oraz Literackiej Nagrody Europy Środkowej „Angelus”.
W roku 2013 została laureatką pierwszej edycji Nagrody Literackiej im. Juliana Tuwima przyznawanej za całokształt twórczości. W 2018 została laureatką Nagrody Literackiej m.st. Warszawy w kategorii: literatura dla dzieci i młodzieży za Ten i tamten las.
Przetłumaczyła kilka książek: Utraconą Marcela Prousta (2001), Gniew niebios Fleur Jaeggy (za przekład z języka włoskiego tych opowiadań wydanych w 1999 roku otrzymała nagrodę „Literatury na Świecie”) i dwie inne pozycje jej autorstwa, Długi dzień Ameriga Itala Calvina.

## Twórczość
- Sny i kamienie (OPEN 1995, W.A.B. 1999, Fundacja Nowoczesna Polska 2019)
- W czerwieni (W.A.B. 1998)
- Tryby (W.A.B. 2003)
- Skaza (W.A.B. 2006)
- Magdalena Tulli, Sergiusz Kowalski: Zamiast procesu: raport o mowie nienawiści. Warszawa: W.A.B., 2003, s. 547. ISBN 83-89291-58-4.
- Kontroler snów jako Marek Nocny (Wydawnictwo Nisza 2007)[16]
- Włoskie szpilki (Wydawnictwo Nisza 2011; wydawnictwo Znak 2017 – wydanie drugie zmienione)[17]
- Szum (Wydawnictwo Znak 2014)
- Ten i tamten las (Wydawnictwo Wilk i Król 2017)[18]
- Jaka piękna iluzja. W rozmowie z Justyną Dąbrowską (Wydawnictwo Znak 2017)[19]